# Пружинный маятник

Пружи́нный ма́ятник — механическая система, состоящая из пружины с коэффициентом упругости (жёсткости) k, один конец которой жёстко закреплён, а на втором находится груз массы m.
Период колебаний пружинного маятника может быть вычислен по формуле
{\displaystyle T=2\pi {\sqrt {\frac {m}{k}}}}.
Когда на массивное тело действует упругая сила, возвращающая его в положение равновесия, оно совершает колебания около этого положения. Такое тело называют пружинным маятником. Колебания возникают под действием внешней силы. Колебания, которые продолжаются после того, как внешняя сила перестала действовать, называют свободными. Колебания, обусловленные действием внешней силы, называют вынужденными. При этом сама сила называется вынуждающей.
В простейшем случае пружинный маятник представляет собой движущееся по горизонтальной плоскости твердое тело, прикрепленное пружиной к стене.
Второй закон Ньютона для такой системы при условии отсутствия внешних сил и сил трения имеет вид:
{\displaystyle ma=-kx\iff {\ddot {x}}+{\frac {k}{m}}x=0}.
Если на систему оказывают влияние внешние силы, то уравнение колебаний перепишется так:
{\displaystyle {\ddot {x}}+{\frac {k}{m}}x=f(t)},
где f(t) — равнодействующая внешних сил, отнесённая к единице массы груза, {\displaystyle t} — время.
В случае наличия затухания, пропорционального скорости колебаний с коэффициентом c:
{\displaystyle {\ddot {x}}+{\frac {c}{m}}{\dot {x}}+{\frac {k}{m}}x=f(t)}